# Феминизирующая лицевая хирургия
Феминизи́рующая лицева́я хирурги́я (англ. facial feminization surgery, аббревиатура FFS) — комплекс хирургических операций, изменяющих типично мужские черты лица и приближающих их по форме и размеру к типичным фемининным чертам лица. Проводится транс-женщинам в рамках хирургической коррекции пола, а также некоторым цисгендерным женщинам, желающим избавиться от маскулинных черт лица. Включает в себя два вида техники: хирургия костей/хрящей, формирующих лицо, или работа над мягкими тканями, которые окружают кости/хрящи лица. Реконструкция костной основы лица проводится в соответствие с разницей между мужским и женским типом черепа. Возможно изменение мягких тканей лица для увеличения работы, проведённой над костной основой, или же только работа над мягкими тканями, если для желаемого результата требуются незначительные изменения. Работа над мягкими тканями лица является менее инвазивной техникой, чем операция костной основы.

## Хирургическое вмешательство на участках лица
Хирургические изменение лобной части лица в рамках проведения операции по феминизации лица включает в себя:
- Уменьшение (стачивание) надбровных дуг (верхней части глазных впадин)
- Имплантация лба: используется синтетический наполнитель кости для округления плоскости лба
- Реконструкция лба — заключается в том, что удаляется часть лобной кости, меняется её форма, и она помещается на прежнее место (при этом используются специальные крепежи и винты, для того чтобы удерживать изменённую часть лобной кости)
- Поднятие бровей: кожа лба натягивается вверх, тем самым, поднимая брови
- Корректировка линии роста волос: линия роста волос и скальп сдвигаются вперёд.

Феминизирующая хирургия подбородка и челюсти проводится через ротовую полость, путём разреза вдоль десны нижней челюсти. Операция на подбородке и челюсти в рамках феминизирующей лицевой хирургии включает в себя:
- Удаление части кости дальних углов челюсти, возможное удаление части жевательной мышцы, для того чтобы челюсть менее выдавалась
- Удаление кости подбородка и придание ей новой формы, с тем, чтобы подбородок выглядел короче, суженым и менее квадратным
- Имплантация или наполнение кости подбородка, в случае, если он недоразвит
- Хирургический поворот челюсти: поворот по часовой стрелке сдвигает назад подбородок и дальний угол челюсти, отчего они выглядят меньше.
- Липосакция под подбородком для смягчения и облегчения контура лица[источник не указан 2820 дней]

### Нос
Хирургическое вмешательство, нацеленное на изменение формы носа, называется ринопластика. Некоторые транс-женщины хотят, чтобы их ноздри или кончик носа выглядели иначе. В некоторых случаях транс-женщинам, которые прошли операцию по изменению лобной части лица, будет рекомендовано изменение спинки носа, дабы линия от носа ко лбу была более мягкой. Хирургия носа в рамках проведения феминизирующей лицевой хирургии включает в себя:
- Уменьшение размера переносицы, чтобы сделать его более прямым
- Уменьшение ширины переносицы носа, чтобы он выглядел более тонким
- Укорочение носа путём удаления некоторых хрящей на кончике носа
- Сужение ноздрей

### Щёки
Увеличение щёк проводится для того, чтобы подчеркнуть скулы (челюстные дуги), щёки станут более выдающимися, а подбородок и челюсть будут выглядеть меньше. Увеличение проводится путём костной, синтетической или жировой имплантации. Другой способ достижения того же результата может заключаться в срезании и смещении щёк по костям лица.

### Губы
Хирургическое изменение губ в рамках феминизирующей лицевой хирургии включает в себя:
- Удаление участка кожи между носом и ртом, чтобы поднять верхнюю губу.
- Создание небольшого угла участка кожи между носом и верхней губой
- Использование имплантатов для увеличения губ

### Уши
Некоторые транс-женщины меняют положение ушей, так чтобы они больше прилегали к черепу (отопластика), или же меняют размер ушей или мочек.

## Кадык
Несмотря, на то, что кадык есть и у мужчин, и у женщин — у первых в период полового созревания под воздействием андрогенных гормонов он вырастает и заметно выдается.
Уменьшение (усечение щитовидного хряща) адамова яблока называется — хондроларингопластика.
Тяжесть операции зависит от возраста пациента, потому что со временем хрящ окостеневает.